# Hội Sinh viên Việt Nam
Hội Sinh viên Việt Nam là một tổ chức chính trị - xã hội dành cho sinh viên Việt Nam, hoạt động song song cùng Hội Liên hiệp Thanh niên Việt Nam, với Đoàn Thanh niên Cộng sản Hồ Chí Minh là nòng cốt chính trị.

## Chủ trương
Tổ chức này nêu tiêu chí:
"... đoàn kết, tập hợp rộng rãi mọi sinh viên Việt Nam cùng phấn đấu học tập, rèn luyện vì mục tiêu, lý tưởng của Đảng Cộng sản Việt Nam và cố lãnh tụ Hồ Chí Minh; góp phần xây dựng nước Việt Nam hòa bình, độc lập, giàu mạnh, công bằng, dân chủ, văn minh theo định hướng xã hội chủ nghĩa, vì quyền lợi hợp pháp, chính đáng của sinh viên; đoàn kết và hợp tác bình đẳng với các tổ chức sinh viên, thanh niên tiến bộ và nhân dân các nước trên thế giới vì mục tiêu hòa bình, độc lập dân tộc, dân chủ và tiến bộ xã hội."
Hội hoạt động trong khuôn khổ Hiến pháp và pháp luật nước Cộng hòa Xã hội chủ nghĩa Việt Nam, dưới sự lãnh đạo của Đảng Cộng sản Việt Nam, sự quản lý của Nhà nước Cộng hòa Xã hội chủ nghĩa Việt Nam và là vai trò nòng cốt chính trị của Đoàn thanh niên Cộng sản Hồ Chí Minh.
Hội cũng là thành viên tập thể của Hội Liên hiệp Thanh niên Việt Nam và Hội Sinh viên Quốc tế.

## Cơ cấu tổ chức
Hội sinh viên Việt Nam bao gồm các tổ chức sau:
- Trung ương Hội sinh viên;
- Hội sinh viên các tỉnh, thành phố;
- Hội sinh viên các Đại học khu vực
- Hội sinh viên các trường đại học, cao đẳng, học viện, viện đào tạo hệ đại học, cao đẳng.
- Hội sinh viên các trường được thành lập các đơn vị trực thuộc gồm các Liên Chi hội, Chi Hội, Câu lạc bộ, đội, nhóm công tác của sinh viên.
- Hội sinh viên Việt Nam được thành lập trong sinh viên Việt Nam ở nước ngoài.[1]

## Lãnh đạo qua các thời kỳ
| Đại hội | Thời gian tổ chức                  | Địa điểm tổ chức | Số đại biểu                                      | Số Ủy viên Ban Chấp hành được bầu | Lãnh đạo Hội | Lãnh đạo Hội      | Lãnh đạo Hội                |
| Đại hội | Thời gian tổ chức                  | Địa điểm tổ chức | Số đại biểu                                      | Số Ủy viên Ban Chấp hành được bầu | TT           | Họ và tên         | Thời gian đảm nhiệm chức vụ |
| ------- | ---------------------------------- | ---------------- | ------------------------------------------------ | --------------------------------- | ------------ | ----------------- | --------------------------- |
| I       | 29 tháng 7 - 31 tháng 7 năm 1955   | Hà Nội           | 244 đại biểu chính thức và 255 đại biểu dự thính | Không rõ                          | 1            | Nguyễn Quang Toàn | 1955 - 1958                 |
| II      | 5 tháng 5 - 7 tháng 5 năm 1958     | Hà Nội           | 228 đại biểu chính thức và 200 đại biểu dự thính | 35                                | 2            | Lê Hùng Lâm       | 1958 - 1962                 |
| III     | 3 tháng 3 - 5 tháng 3 năm 1962     | Hà Nội           | 500 đại biểu chính thức                          | Không rõ                          | 3            | Nguyễn Quang      | 1962 - 1970                 |
| IV      | 6 tháng 1 - 7 tháng 1 năm 1970     | Hà Nội           | 500 đại biểu chính thức                          | Không rõ                          | 4            | Nguyễn Văn Huê    | 1970 - 1985                 |
| IV      | 6 tháng 1 - 7 tháng 1 năm 1970     | Hà Nội           | 500 đại biểu chính thức                          | Không rõ                          | 5            | Vũ Quốc Hùng      | 1985 - 1988                 |
| IV      | 6 tháng 1 - 7 tháng 1 năm 1970     | Hà Nội           | 500 đại biểu chính thức                          | Không rõ                          | 6            | Hồ Đức Việt       | 1988 - 1993                 |
| IV      | 6 tháng 1 - 7 tháng 1 năm 1970     | Hà Nội           | 500 đại biểu chính thức                          | Không rõ                          | 6            | Hồ Đức Việt       | 1988 - 1996                 |
| V       | 21 tháng 11 - 23 tháng 11 năm 1993 | Hà Nội           | 255 đại biểu chính thức                          | 49                                | 6            | Hồ Đức Việt       |                             |
| V       | 21 tháng 11 - 23 tháng 11 năm 1993 | Hà Nội           | 255 đại biểu chính thức                          | 49                                | 7            | Hoàng Bình Quân   | 1996 - 2003                 |
| VI      | 22 tháng 11 - 23 tháng 11 năm 1998 | Hà Nội           | 400 đại biểu chính thức                          | 63                                | 7            | Hoàng Bình Quân   | 1996 - 2003                 |
| VI      | 22 tháng 11 - 23 tháng 11 năm 1998 | Hà Nội           | 400 đại biểu chính thức                          | 63                                | 8            | Bùi Đặng Dũng     | 2003 - 2005                 |
| VII     | 29 tháng 12 - 31 tháng 12 năm 2003 | Hà Nội           | 550 đại biểu chính thức                          | 78                                | 8            | Bùi Đặng Dũng     | 2003 - 2005                 |
| VII     | 29 tháng 12 - 31 tháng 12 năm 2003 | Hà Nội           | 550 đại biểu chính thức                          | 78                                | 9            | Lâm Phương Thanh  | 2005 - 2009                 |
| VIII    | 14 tháng 2 - 16 tháng 2 năm 2009   | Hà Nội           | 647 đại biểu chính thức                          | 89                                | 10           | Nguyễn Đắc Vinh   | 2009 - 2013                 |
| IX      | 27 tháng 12 - 29 tháng 12 năm 2013 | Hà Nội           | 647 đại biểu chính thức                          | 99                                | 11           | Lê Quốc Phong     | 2013 - 2018                 |
| X       | 9 tháng 12 - 11 tháng 12 năm 2018  | Hà Nội           | 690 đại biểu chính thức                          | 98                                | 12           | Bùi Quang Huy     | 2018 - 2021                 |
| X       | 9 tháng 12 - 11 tháng 12 năm 2018  | Hà Nội           | 690 đại biểu chính thức                          | 98                                | 13           | Nguyễn Minh Triết | 2021 - 2023                 |
| XI      | 18 tháng 12 - 20 tháng 12 năm 2023 | Hà Nội           | 695 đại biểu chính thức                          | 103                               | 13           | Nguyễn Minh Triết | 2023 - nay                  |

## Các phong trào, chương trình hành động cách mạng
Cũng như Đoàn Thanh niên Cộng sản Hồ Chí Minh, Hội Sinh viên Việt Nam tổ chức thực hiện các phong trào, chương trình hành động cách mạng để  đoàn kết, tập hợp, giáo dục và tổ chức cho sinh viên thực hiện các mục tiêu của Hội.
Mỗi nhiệm kỳ, Hội phát động một hoặc một vài phong trào, chương trình phù hợp với đặc điểm của từng thời kỳ.

### Nhiệm kỳ V (1993 - 1998)
- Chương trình "Người sinh viên - Nhà tri thức - Chuyên gia tương lai"
- Chương trình "Hỗ trợ sinh viên học tập - nghiên cứu khoa học và phát triển tài năng"
- Chương trình "Chăm lo đời sống, quyền lợi và nghĩa vụ của sinh viên"
- Chương trình "Hoạt động văn hóa - thể thao và công tác xã hội"
- Chương trình "Tiếp tục củng cố và phát triển Hội"

### Nhiệm kỳ VI (1998 - 2003)
- Chương trình "Giáo dục và rèn luyện sinh viên"
- Chương trình "Sinh viên học tập, nghiên cứu khoa học công nghệ và phát triển tài năng"
- Chương trình "Sinh viên tích cực rèn luyện thể lực, xây dựng đời sống văn hóa tinh thần phong phú"
- Chương trình "Sinh viên tham gia xây dựng môi trường giáo dục, tích cực phòng chống tệ nạn xã hội"
- Chương trình "Sinh viên chung sức cùng cộng đồng"
- Chương trình "Xây dựng Hội Sinh viên Việt Nam"

### Nhiệm kỳ VII (2003 - 2009)
- Phong trào “Thi đua học tập tốt, rèn luyện tốt”
- Phong trào “Sinh viên tình nguyện”

### Nhiệm kỳ VIII (2009 - 2013)
- Cuộc vận động “Sinh viên 5 tốt”
- Cuộc vận động “Sinh viên xây dựng môi trường giáo dục thân thiện, lành mạnh”

### Nhiệm kỳ IX (2013 - 2018)
- Phong trào "Sinh viên 5 tốt"
- Chương trình "Xây dựng Hội Sinh viên Việt Nam vững mạnh"

### Nhiệm kỳ X (2018 - 2023)
- Phong trào "Sinh viên 5 tốt"
- Chương trình "Tư vấn hỗ trợ sinh viên"
- Chương trình "Xây dựng Hội Sinh viên Việt Nam vững mạnh"

### Nhiệm kỳ XI (2023 - 2028)
- Phong trào "Sinh viên 5 tốt"
- Chương trình "Đồng hành, tư vấn, hỗ trợ sinh viên"
- Chương trình "Xây dựng Hội Sinh viên Việt Nam vững mạnh, góp phần xây dựng, bảo vệ Đảng và hệ thống chính trị"

## Thường trực Trung ương Hội khóa XI

### Cơ cấu
- Chủ tịch: Bí thư Trung ương Đoàn
- Phó Chủ tịch Thường trực: Lãnh đạo Ban Công tác Thanh thiếu nhi - Cơ quan Ủy ban Trung ương Mặt trận Tổ quốc Việt Nam
- Phó Chủ tịch kiêm Trưởng Ban Kiểm tra Trung ương Hội: Lãnh đạo Ban Công tác Thanh thiếu nhi - Cơ quan Ủy ban Trung ương Mặt trận Tổ quốc Việt Nam
- Phó Chủ tịch phụ trách miền Bắc: Chủ tịch Hội Sinh viên Việt Nam thành phố Hà Nội
- Phó Chủ tịch phụ trách miền Trung: Chủ tịch Hội Sinh viên Việt Nam thành phố Đà Nẵng
- Phó Chủ tịch phụ trách miền Nam: Chủ tịch Hội Sinh viên Việt Nam thành phố Hồ Chí Minh

### Danh sách cụ thể
- Chủ tịch: Nguyễn Minh Triết (SN 1988) - Bí thư Trung ương Đoàn
- Phó Chủ tịch thường trực: Lâm Tùng (SN 1990) - Ủy viên Ban Chấp hành Trung ương Đoàn, Phó Trưởng Ban Công tác Thanh thiếu nhi Trung ương Đoàn, Giám đốc Trung tâm Hỗ trợ và Phát triển Sinh viên Việt Nam
- Phó Chủ tịch kiêm Trưởng Ban Kiểm tra Trung ương Hội: Nguyễn Đức Nguyên (SN 1992) - Phó Trưởng Ban Công tác Thanh thiếu nhi Trung ương Đoàn
- Phó Chủ tịch phụ trách miền Bắc: Nguyễn Tiến Hưng (SN 1988) - Ủy viên Ban Chấp hành Trung ương Đoàn, Bí thư Thành Đoàn, Chủ tịch Hội Sinh viên Việt Nam TP. Hà Nội
- Phó Chủ tịch phụ trách miền Trung: Lê Công Hùng (SN 1988) - Ủy viên Ban Chấp hành Trung ương Đoàn, Bí thư Thành Đoàn Đà Nẵng, Chủ tịch Hội Sinh viên Việt Nam TP. Đà Nẵng
- Phó Chủ tịch phụ trách miền Nam: Trần Thu Hà (SN 1988) - Bí thư Đảng ủy Phường Cầu Kiệu, Nguyên Phó Bí thư Thành Đoàn, Chủ tịch Hội Sinh viên Việt Nam thành phố Hồ Chí Minh.

## Vinh danh
1. Huân chương Độc lập hạng Nhất - Năm 2000
2. Huân chương Hồ Chí Minh - Năm 2005
3. Huân chương Sao vàng - Năm 2010
4. Huân chương Hồ Chí Minh (Lần 2) - Năm 2020